# Демостене Наку
Демостене Наку (на румънски: Demostene Nacu; на френски: Demostene Nacou) е румънски икономист и арумънски активист, деец на Желязната гвардия (Легиона на Архангел Михаил).

## Биография
Наку е роден в 1920 година в арумънско (влашко) семейство в южномакедонския град Бер (Верия), Емигрира в Румъния и учи агрономия в Букурещкия политехнически университет (1940 - 1946). Присъединява се към Желязната гвардия подобно на много други арумъни. В 1944 година е арестуван от режима на Йон Антонеску за действия в подкрепа на трансилванските румънци, попаднали след Втория виенски арбитраж в Унгария. Изпратен е на Източния фронт и се сражава в Крим, където е пленен от съветските войски.
В 1945 година е репатриран в Румъния и след установяването на комунистическия режим в страната, в 1948 година успява да избяга на Запад. Учи във Факултета по икономика и право в Париж. Работи в Националния център за научни изследвания. Между 1957 и 1976 година е автор на няколко проучвания върху съветската и световната икономика. Активист е на румънската емиграция и е автор на трудове върху проблеми на емиграцията.
Умира през август 2013 година в Париж. Погребан е на 30 август.